# Katie Vincent
Katharine Vincent (conocida como Katie Vincent; Mississauga, 12 de marzo de 1996) es una deportista canadiense que compite en piragüismo en la modalidad de aguas tranquilas.
Participó en dos Juegos Olímpicos de Verano, obteniendo tres medallas, bronce en Tokio 2020 (C2 500 m) y dos en París 2024, oro en C1 200 m y bronce en C2 500 m.
Ganó once medallas en el Campeonato Mundial de Piragüismo entre los años 2017 y 2023, y una medalla de oro en los Juegos Panamericanos de 2023.

## Palmarés internacional
| Juegos Olímpicos     | Juegos Olímpicos            | Juegos Olímpicos  | Juegos Olímpicos |
| Año                  | Lugar                       | Medalla           | Competición      |
| -------------------- | --------------------------- | ----------------- | ---------------- |
| 2020                 | Tokio (Japón)               | Medalla de bronce | C2 500 m         |
| 2024                 | París (Francia)             | Medalla de oro    | C1 200 m         |
| 2024                 | París (Francia)             | Medalla de bronce | C2 500 m         |
| Campeonato Mundial   |                             |                   |                  |
| Año                  | Lugar                       | Medalla           | Competición      |
| 2017                 | Račice (República Checa)    | Medalla de oro    | C2 500 m         |
| 2018                 | Montemor-o-Velho (Portugal) | Medalla de bronce | C1 500 m         |
| 2018                 | Montemor-o-Velho (Portugal) | Medalla de oro    | C2 500 m         |
| 2021                 | Copenhague (Dinamarca)      | Medalla de oro    | C1 200 m         |
| 2022                 | Halifax (Canadá)            | Medalla de oro    | C1 5000 m        |
| 2022                 | Halifax (Canadá)            | Medalla de oro    | C4 500 m         |
| 2022                 | Halifax (Canadá)            | Medalla de oro    | C2 500 m mixto   |
| 2023                 | Duisburgo (Alemania)        | Medalla de oro    | C1 500 m         |
| 2023                 | Duisburgo (Alemania)        | Medalla de oro    | C2 500 m mixto   |
| 2023                 | Duisburgo (Alemania)        | Medalla de oro    | C1 5000 m        |
| 2023                 | Duisburgo (Alemania)        | Medalla de bronce | C2 500 m         |
| Juegos Panamericanos |                             |                   |                  |
| Año                  | Lugar                       | Medalla           | Competición      |
| 2023                 | Santiago (Chile)            | Medalla de oro    | C2 500 m         |